# 梅里厄姆伍茲 (密蘇里州)
梅里厄姆伍茲（英語：Merriam Woods）是位於美國密蘇里州托尼縣的城市。

## 人口
根據2020年美國人口普查的數據，梅里厄姆伍茲的面積為3.92平方千米，皆為陸地。當地共有人口2006人，而人口密度為每平方千米512人。